# Власов, Алексей Алексеевич
Алексей Алексеевич Власов (1913, д. Молчаново, Варнавинский уезд, Костромская губерния — 7 июля 1943, у села Яковлево, Курская область) — старшина Рабоче-крестьянской Красной Армии, участник советско-финской и Великой Отечественной войн, Герой Советского Союза (1943).

## Биография
Алексей Власов родился в 1913 году в деревне Молчаново (Лебедки) Овсяновской волости Варнавинского уезда Костромской губернии (ныне — Городской округ Семёновский Нижегородской области) в рабочей семье. Окончил три класса Шалдежской школы, затем из-за нужды был вынужден бросить её и помогать отцу по хозяйству, а затем ходить с ним плотничать по деревням. Позднее вступил в колхоз, стал членом комсомола. Окончил курсы секретарей комсомольских организаций в Семёнове.
Осенью 1935 года Власов был призван на службу в Рабоче-крестьянскую Красную Армию, служил в артиллерии. В 1938 году был демобилизован, после чего переехал в Горький (ныне — Нижний Новгород) и устроился на работу на Сормовский завод. В 1939 году был повторно призван в армию, участвовал в советско-финской войне. В 1940 году был демобилизован и вернулся на завод.
В конце июня 1941 года Власов в третий раз был призван в армию. Принимал участие в боях на Западном, Центральном, Юго-Западном, Воронежском фронтах. Участвовал в Смоленском сражении, обороне Киева, боях под Харьковом в 1942 году, Сталинградской битве. К июлю 1943 года гвардии старшина Алексей Власов командовал орудием 122-го гвардейского артиллерийского полка 51-й гвардейской стрелковой дивизии 6-й гвардейской армии Воронежского фронта. Отличился во время Курской битвы.
В начале июля 1943 года полк Власова прикрывал дорогу Обоянь-Курск. 6 июля в ходе отражения вражеской контратаки расчёт под командованием Власова подбил 4 тяжёлых и 5 средних танков. 7 июля, когда позиции полка были атакованы 23 танками противника, за 30 минут расчёт подбил 10 из них. В том бою Власов погиб вместе со своим расчётом, сгорев заживо. Похоронен в селе Беленихино Белгородской области.
Указом Президиума Верховного Совета СССР от 21 сентября 1943 года за «образцовое выполнение боевых заданий командования на фронте борьбы с немецкими захватчиками и проявленные при этом мужество и героизм» гвардии старшина Алексей Власов посмертно был удостоен высокого звания Героя Советского Союза. Также был награждён орденами Ленина и Красной Звезды, а также рядом медалей.
В честь Власова названа школа в деревне Шалдёжка (городской округ Семёновский Нижегородской области), в которой он учился, и улица в Семёнове. В 2015 году на месте бывшей деревни Молчаново (Лебедки) был установлен памятник Герою Советского Союза Власову Алексею Алексеевичу. 